# Jorge I de Hesse-Darmstadt
Jorge I de Hesse-Darmstadt (10 de setembro de 1547 - 7 de fevereiro de 1596) foi governante de Hesse-Darmstadt entre 1567 e 1596.

## Família
Jorge era o sexto filho do primeiro casamento do conde Filipe I de Hesse com a duquesa Cristina da Saxónia. Entre os seus irmãos estava o conde Guilherme IV de Hesse-Cassel, o conde Luís IV de Hesse-Marburgo e o conde Filipe II de Hesse-Rheinfels. Os seus avós paternos eram o conde Guilherme II de Hesse e a duquesa Ana de Mecklemburgo-Schwerin. Os seus avós maternos eram o duque Jorge da Saxônia e a princesa Barbara da Polónia.

## Vida
Após a morte do seu pai em 1567, o estado de Hesse foi dividido entre Jorge e os seus três irmãos. Jorge recebeu o condado de Katzenelnbogen a norte e escolheu Darmstadt para construir a sua residência. Morreu no dia 7 de fevereiro de 1696 e o governo passou para o seu filho Luís.

## Casamentos e descendência
Jorge casou-se primeiro com a condessa Madalena de Lippe no dia 17 de agosto de 1572 de quem teve dez filhos:
- Filipe Guilherme de Hesse-Darmstadt (nascido e morto no dia 16 de junho de 1576)
- Luís V de Hesse-Darmstadt (24 de Setembro de 1577 - 27 de julho de 1626), casado com a marquesa Madalena de Brandemburgo; com descendência.
- Cristina de Hesse-Darmstadt (25 de Fevereiro de 1578 - 26 de março de 1596), casada com o conde Frederico Magnus de Erbach; sem descendência.
- Isabel de Hesse-Darmstadt (29 de novembro de 1579 - 17 de julho de 1655), casada com o duque João Casimiro de Nassau-Saarbrücken; com descendência.
- Maria Hedvig de Hesse-Darmstadt (2 de dezembro de 1580 - 12 de setembro de 1582), morreu aos vinte e um meses de idade.
- Filipe III de Hesse-Butzbach (26 de Dezembro de 1581 - 28 de abril de 1643), casado primeiro com Ana Margarida de Diepholz; sem descendência. Casou-se depois com Cristina Sofia da Frísia Oriental; sem descendência.
- Ana de Hesse-Darmstadt (3 de março de 1583 - 13 de Setembro de 1631), casada com Alberto Otão I de Solms-Laubach; sem descendência.
- Frederico I de Hesse-Homburgo (5 de março de 1585 - 9 de maio de 1638), casado com Margarida de Leiningen-Westerburg; com descendência.
- Madalena de Hesse-Darmstadt (5 de maio de 1586 - 23 de outubro de 1586), morreu com cinco meses de idade.
- João de Hesse-Darmstadt (nascido e morto a 22 de fevereiro de 1587)

Após a morte de Madalena de Lippe, Jorge casou-se com a duquesa Leonor de Württemberg de quem teve um filho:
- Henrique de Hesse-Darmstadt (nascido e morto a 21 de Março de 1590)

## Genealogia
| Jorge I de Hesse-Darmstadt | Pai: Filipe I de Hesse   | Avô paterno: Guilherme II de Hesse        | Bisavô paterno: Luís II do Baixo Hesse       |
| Jorge I de Hesse-Darmstadt | Pai: Filipe I de Hesse   | Avô paterno: Guilherme II de Hesse        | Bisavó paterna: Matilde de Württemberg-Urach |
| Jorge I de Hesse-Darmstadt | Pai: Filipe I de Hesse   | Avó paterna: Ana de Mecklemburgo-Schwerin | Bisavô paterno: Magno II de Mecklemburgo     |
| Jorge I de Hesse-Darmstadt | Pai: Filipe I de Hesse   | Avó paterna: Ana de Mecklemburgo-Schwerin | Bisavó paterna: Sofia da Pomerania-Stettin   |
| Jorge I de Hesse-Darmstadt | Mãe: Cristina da Saxónia | Avô materno: Jorge da Saxônia             | Bisavô materno: Alberto III da Saxónia       |
| Jorge I de Hesse-Darmstadt | Mãe: Cristina da Saxónia | Avô materno: Jorge da Saxônia             | Bisavó materna: Sidónia da Boémia            |
| Jorge I de Hesse-Darmstadt | Mãe: Cristina da Saxónia | Avó materna: Bárbara da Polónia           | Bisavô materno: Casimiro IV da Polónia       |
| Jorge I de Hesse-Darmstadt | Mãe: Cristina da Saxónia | Avó materna: Bárbara da Polónia           | Bisavó materna: Isabel da Áustria            |